# Stevenia rondanii
Stevenia rondanii är en tvåvingeart som först beskrevs av Pandelle 1896.  Stevenia rondanii ingår i släktet Stevenia och familjen gråsuggeflugor. Inga underarter finns listade i Catalogue of Life.